# Château Smith-Champion
Le château Smith-Champion est une propriété du XVIIe siècle, située dans la commune de Nogent-sur-Marne, qui fut léguée à l’État en 1943 par Madeleine Smith-Champion et sa sœur Jeanne Smith.
Elle a été remise en dotation à la Fondation des artistes.

## Histoire de la propriété
La maison fait partie, comme plusieurs autres demeures historiques nogentaises (le Carré des Coignard par exemple), des constructions de l’aristocratie et de la bourgeoisie parisienne qui s’installent sur les bords de Marne au XVIIe siècle. Le climat et la verdure attirent en effet une population aisée qui fait alors édifier des maisons de plaisance avec de vastes jardins sur les coteaux de la Marne.
Du XVIIe à la fin du XIXe siècle, la demeure changera 19 fois de propriétaire, parmi lesquels on trouve notamment :
- Michel et Louis-Camus Destouches à partir de 1713, généraux de Louis XIV, qui font ajouter à la façade du 16 rue Charles-VII les bas-reliefs aux renommées ainsi que des trophées militaires dans le vestibule de la maison.
- L’abbé Henri Charles Arnauld de Pomponne, à partir de 1731, issu de la grande famille janséniste des Arnauld, Chancelier et Garde des Sceaux, qui fut le fondateur à Nogent-sur-Marne de la confrérie des chevaliers de l’Arc.
- Jean Pierre Fabre de l'Aude, révolutionnaire et président de l’Assemblée du Tribunat sous le Consulat puis l’Empire[2]

La propriété est entourée d’un parc à l’anglaise de 10 ha réaménagé sur l’emplacement d’un ancien jardin « à la française ». Bien que l’aspect initial du parc et les perspectives vers la rivière n’aient pas été conservées, quelques vestiges de fabriques  sont encore visibles. 

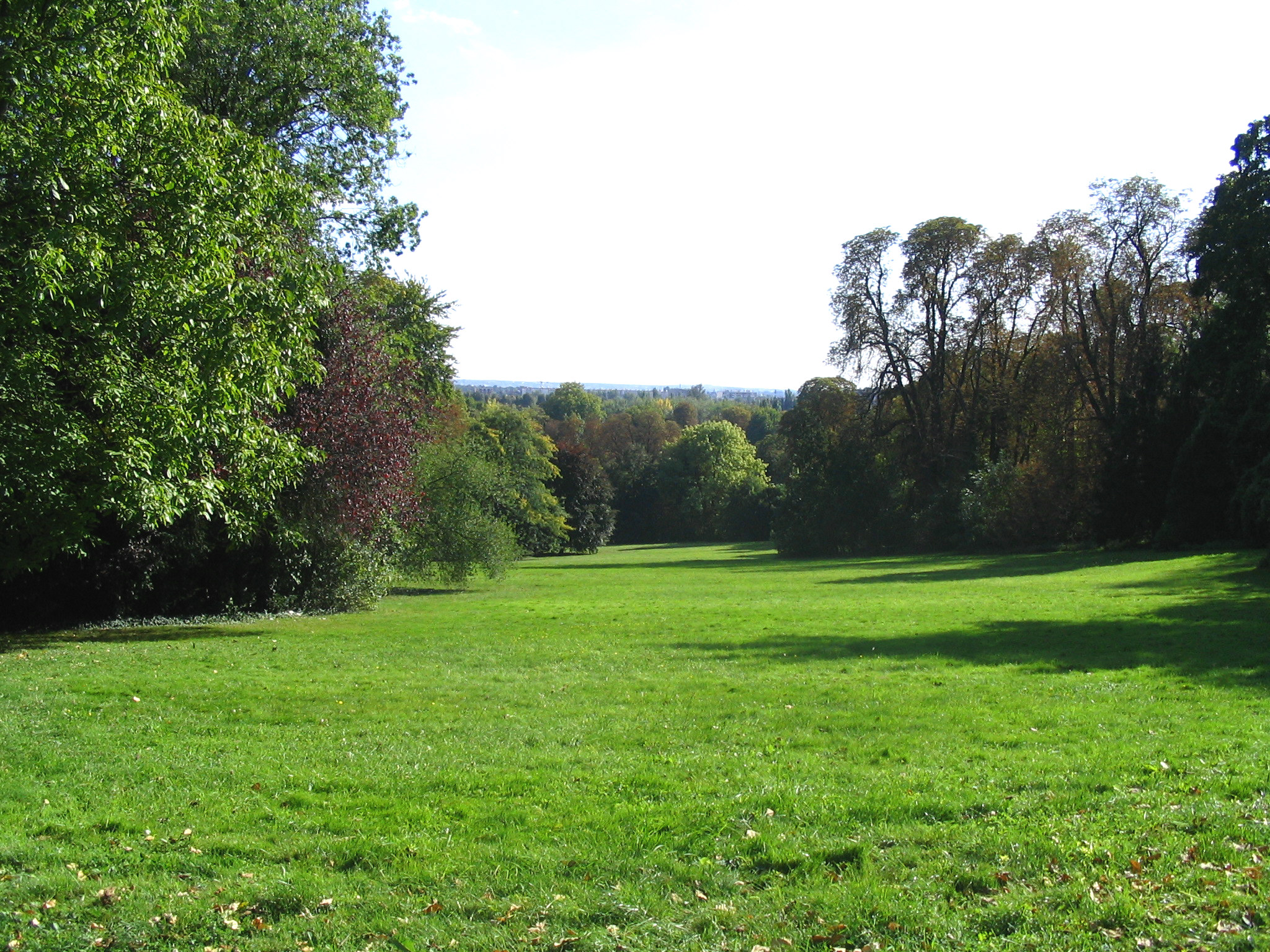
Vue du parc, en direction de la Marne.

Jules Smith (1827-1868),  père de Jeanne et Madeleine Smith, achète la propriété du 16 rue Charles-VII. Après son décès, son épouse, Léontine, avec son frère Auguste Lesouëf, acquiert la propriété du 14. Jeanne Smith, passionnée de photographie, y vivra tandis que sa sœur Madeleine, artiste peintre, habitera le 16 avec son époux, l’historien Pierre Champion, qui travaillait à l’inventaire et au catalogage des manuscrits et estampes de son oncle Auguste et qui sera maire de Nogent-sur-Marne de 1919 à sa mort.
De 1909 à 1913, pour empêcher la construction d’une route qui aurait partagé en deux le parc de la propriété,les sœurs Smith aidées de Pierre Champion suscitent une campagne de presse basée sur des témoignages indiquant que le domaine était celui dans lequel Antoine Watteau aurait passé ses derniers jours. Cela permet le classement du parc et y interdit définitivement toute construction nouvelle. Des études ultérieures montreront que les témoignages étaient inexacts, le peintre étant mort dans un autre domaine, situé probablement au niveau de l’actuelle sous-préfecture.
Pendant la Première Guerre mondiale, les deux sœurs transforment temporairement les deux maisons accolées en hôpital militaire.
Madeleine, dans son testament, mentionne qu’elle souhaite que celles-ci deviennent un lieu d’accueil et de résidence pour les artistes démunis. Après les décès de Madeleine (1940), de Pierre Champion (1942) et de Jeanne Smith (1943), la demeure et le domaine classé sont légués à l’État, et dès 1945,  les deux demeures du 14 et 16 deviennent la « Maison nationale des artistes », qui accueille ses premiers résidents. Le peintre Guy Loë  en est le premier directeur.
Depuis 1976, les deux demeures et le domaine font partie de la dotation de la Fondation des Artistes.
La MABA est installée au 16 rue Charles-VII, réaménagée.

## La bibliothèque Smith-Lesouëf
Au moment où les Smith-Champion se battent pour conserver l’intégrité du parc vient également l’idée de constituer une bibliothèque-musée autour de la collection de l’oncle Auguste Lesouëf, décédé en 1906. Celui-ci a rassemblé une importante collection d'objets d'art, de livres, d’estampes et de manuscrits, dont un fonds remarquable d’estampes japonaises, aujourd’hui conservé à la Bibliothèque nationale de France. Pour mettre la collection en valeur après le classement du domaine (1909), Pierre Champion et Madeleine décident de construire un édifice dans un style néo-Louis XIII, en briques apparentes et pierre blanche, sur des plans de Théodore Dauphin, architecte en chef des bâtiments civils. Ils attachent une grande importance à l’aspect «ancien» et s’inspirent de bibliothèques canoniques comme la Bibliothèque Mazarine et la bibliothèque municipale d’Amiens pour le jour zénithal qui éclaire la grande salle et les réserves via la verrière.  Les décors et notamment la pièce principale dotée d'une galerie à mi-hauteur sont constitués d'éléments anciens récupérés dans des immeubles parisiens alors en démolition.